# أمبير ناش
امبير ناش (بالإنجليزية: Amber Nash) مواليد 6 يونيو 1977، هي ممثلة ومخرجة أمريكية بدأت مسيرتها الفنية عام 2006.

## وصلات خارجية
- أمبير ناش على موقع IMDb (الإنجليزية)
- أمبير ناش على موقع ميوزك برينز (الإنجليزية)
- أمبير ناش على موقع قاعدة بيانات الفيلم (الإنجليزية)